# Edmond-Charles de Martimprey
Edmond-Charles de Martimprey, född den 16 juni 1808 i Meaux, död den 24 februari 1883 i Paris, var en fransk greve och krigare, far till Edmond-Louis-Marie de Martimprey.
Martimprey utmärkte sig vid stillandet av junioroligheterna i Paris 1848, blev 1855 divisionsgeneral samt tjänstgjorde under en del av Krimkriget som chef för Saint Arnauds generalstab och under 1859 års italienska krig som generalstabschefen Vaillants närmaste man. Han erhöll därefter militärkommandot i Algeriet, där han 1864 bekämpade de inföddas uppror. Martimprey blev 1864 senator och utnämndes 1867 till guvernör för Invalidhotellet i Paris.